# 홍성방
홍성방(洪性邦, 1952년 1월 17일 ~ )은 대한민국의 법학자이다.
1975년에 고려대학교 행정학과를 졸업하고, 1977년에 같은 대학에서 〈헌법상 통치행위의 법리에 관한 연구〉로 석사학위를 받았으며, 이후 동 대학원에서 박사과정을 수료하였다. 1981년부터 1986년까지 미르틴 크릴레가 소장으로 있는 쾰른 대학교의 국가철학 및 법정책연구소에서 그의 지도를 받으면서, 〈헌법과 법률 차원에서의 사회적 기본권〉(독일어: Soziale Rechte auf der Verfassungsebene und auf der gesetzlichen Ebene)으로 박사학위를 받았다.
귀국하여 1988년부터 1997년까지 한림대학교 교수로 있으면서, 마르틴 크릴레의 저서를 한국에 소개하기도 했다. 이후 서강대학교로 옮겨 2010년 현재 서강대학교 법학전문대학원 교수를 맡고 있다.
저서로 《헌법학》(1999년부터 펴냈던 《헌법Ⅰ》과 《헌법Ⅱ》를 묶은 것이다)을 비롯해 《환경 보호의 법적문제》(서강대학교 출판부, 1999년) 등이 있다.